# High Springs
High Springs es una ciudad ubicada en el condado de Alachua en el estado de Florida, Estados Unidos. En el Censo de 2010 tenía una población de 5.350 habitantes y una densidad poblacional de 93,76 personas por km².

## Geografía
High Springs se encuentra ubicada en las coordenadas 29°48′14″N 82°35′30″O / 29.80389, -82.59167. Según la Oficina del Censo de los Estados Unidos, High Springs tiene una superficie total de 57.06 km², de la cual 56.86 km² corresponden a tierra firme y (0.36%) 0.2 km² es agua.

## Demografía
Según el censo de 2010, había 5.350 personas residiendo en High Springs. La densidad de población era de 93,76 hab./km². De los 5.350 habitantes, High Springs estaba compuesto por el 82.17% blancos, el 13.76% eran afroamericanos, el 0.47% eran amerindios, el 0.73% eran asiáticos, el 0.11% eran isleños del Pacífico, el 1.01% eran de otras razas y el 1.76% pertenecían a dos o más razas. Del total de la población el 6.6% eran hispanos o latinos de cualquier raza.